# Townsend Saunders
Townsend Saunders (Nuevo México, Estados Unidos, 20 de abril de 1967) es un deportista estadounidense retirado especialista en lucha libre olímpica donde llegó a ser subcampeón olímpico en Atlanta 1996.

## Carrera deportiva
En los Juegos Olímpicos de 1996 celebrados en Atlanta ganó la medalla de plata en lucha libre olímpica de pesos de hasta 68 kg, tras el luchador ruso Vadim Bogiyev (oro) y por delante del ucraniano Zaza Zazirov (bronce).